# Anton Legner
Anton Legner (* 28. August 1928 in Gmünd-Wielands, Südböhmen, Tschechoslowakei) ist ein deutscher Kunsthistoriker. Er war 20 Jahre lang Direktor des Schnütgen-Museums in Köln und Autor zahlreicher Publikationen zur mittelalterlichen Kunst des Rheinlands.

## Leben
Anton Legner wurde als Sohn eines Hoteliers geboren und wuchs in Prag auf. Nach der Kriegsteilnahme ab 1943 und französischer Kriegsgefangenschaft legte er 1947 in Mühldorf am Inn das Abitur ab. Er studierte Kunstgeschichte und Klassische Archäologie, zunächst an den philosophisch-theologischen Hochschulen in Passau und Regensburg und ab 1950 an der Universität Freiburg, wo er 1954 bei Kurt Bauch promoviert wurde und als Assistent tätig war. Anschließend war er wissenschaftlicher Mitarbeiter des Liebieghauses in Frankfurt am Main. Von 1970 bis zu seinem Eintritt in den Ruhestand im Jahr 1990 leitete er als Direktor das Schnütgen-Museum in Köln. 
1980 erhielt er das Verdienstkreuz am Bande der Bundesrepublik Deutschland und 1991 den Verdienstorden des Landes Nordrhein-Westfalen.
Sein wissenschaftliches Spezialgebiet ist die Kunst des Mittelalters. In Köln führte er u. a. die großen, vielbesuchten Mittelalter-Ausstellungen „Rhein und Maas“, „Die Parler und der schöne Stil 1350-1400“ und „Ornamenta Ecclesiae“ durch.
Anton Legner lebt in Köln.

## Schriften (Auswahl)
- Salzburger und Passauer Bildnerei zur Zeit Leinbergers und der Donauschulmaler. Dissertation Universität Freiburg im Breisgau, Philosophische Fakultät, 16. Dezember 1954.
- Schnütgen-Museum Köln. Schnell & Steiner, München / Zürich 1971, ISBN 3-7954-0564-5.
- (Hrsg.) Die Parler und der schöne Stil 1350–1400. Europäische Kunst unter den Luxemburgern. Katalog der Ausstellung. 3 Bände. Schnütgen-Museum, Köln 1978.
- (Hrsg.) Die Parler und der schöne Stil 1350–1400. Europäische Kunst unter den Luxemburgern. Das internationale Kolloquium vom 5. bis 12. März 1979. Schnütgen-Museum, Köln 1980.
- (Hrsg.) Ornamenta ecclesiae. Kunst und Künstler der Romanik. Katalog zur Ausstellung des Schnütgen-Museums in der Josef-Haubrich-Kunsthalle. Ausstellungskatalog, 3 Bände. Greven & Bechtold, Köln 1985, DNB 551200804.
- (Hrsg.): Reliquien. Verehrung und Verklärung, Skizzen und Noten zur Thematik und Katalog zur Ausstellung der Kölner Sammlung Louis Peters im Schnütgen-Museum. Schnütgen-Museum, Köln 1989.
- Rheinische Kunst und das Kölner Schnütgen Museum. Greven, Köln 1991, ISBN 3-7743-0264-2.
- Romanische Kunst in Deutschland. Hirmer, München 1996, ISBN 3-7774-7340-5.
- Kölner Heilige und Heiligtümer. Greven, Köln 2003, ISBN 3-7743-0335-5.
- Der Artifex. Künstler im Mittelalter und ihre Selbstdarstellung. Eine illustrierte Anthologie. Greven, Köln 2009, ISBN 978-3-7743-0420-8.
- Kölner Reliquienkultur: Stimmen von Pilgern, Reisenden und Einheimischen. Greven, Köln 2017, ISBN 978-3-7743-0613-4.
- Faszination Bergkristall. Kölner Erinnerungen. Greven, Köln 2021, ISBN 978-3-7743-0934-0.